# Longhorsley
Longhorsley är en by och en civil parish i Northumberland i England. Orten har 887 invånare (2011).